# Reazione di Staudinger
La  reazione di Staudinger è la reazione chimica di un'azide con una fosfina o un fosfito per ottenere un imminofosforano. La reazione prende il nome dal chimico tedesco Hermann Staudinger, che la scoprì nel 1919.
La reazione è condotta in due passaggi. Prima vengono trattate la fosfina e l'azide per formare l'immide della fosfina:
R3P  +  R'N3   →   R3P=NR'  +  N2
L'immide della fosfina è quindi idrolizzata per ottenere un fosfinossido e un'ammina:
R3P=NR'  +  H2O   →   R3P=O  +  R'NH2
Globalmente è un metodo blando per ridurre un'azide ad ammina. Comunemente si usa trifenilfosfina come riducente, ottenendo ossido di trifenilfosfina come prodotto secondario assieme all'ammina. Un esempio di reazione di Staudinger è il seguente:

## Meccanismo di reazione
Il meccanismo della reazione è incentrato sulla formazione di un imminofosforano per addizione nucleofila della fosfina sull'atomo di azoto terminale dell'azide, con espulsione di azoto. Nel secondo passaggio quest'ultimo intermedio è idrolizzato formando l'ammina e l'ossido della fosfina.

## Legatura di Staudinger
In studi di biologia chimica è stata introdotta la legatura di Staudinger, una variante della reazione di Staudinger classica, in cui la triarilfosfina contiene una trappola chimica elettrofila, in genere un estere metilico. In soluzione acquosa l'intermedio aza-iluro si riarrangia formando un legame ammidico e il fosfinossido. La reazione è detta legatura di Staudinger perché lega due molecole tra loro, mentre nella reazione di Staudinger classica i due prodotti non sono legati dopo l'idrolisi. Uno schema generale è il seguente:
Un esempio di legatura di Staudinger è la formazione di un legame tra un nucleoside (basato sulla deossiuridina) e un marcatore fluorescente (derivato della cumarina):